# Ananke (mitologie)
În religia antică greacă, Ananke, scrisă și sub formele Anangke, Anance sau Anagke (în greacă veche Ἀνάγκη, de la substantivul comun ἀνάγκη, „forță, constrângere, fatalitate”), este o personificare a inevitabilității, constrângerii și fatalității. Ea este reprezentată adesea ca ținând un fus. Una dintre zeitățile primordiale, Ananke marchează începutul cosmosului, împreună cu tatăl și soțul ei, Chronos (Chronos protogenos — nu titanul Cronos). Ea a fost văzută ca cel mai puternic dictator al sorții și circumstanței ceea ce însemna că muritorii, la fel ca și zeii, o respectau și îi aduceau omagii. Considerată ca fiind mama ursitoarelor potrivit unei versiuni mitologice, ea este singura care are controlul propriilor decizii (cu excepția, potrivit unor surse, a lui Zeus).
Potrivit călătorului antic grec Pausanias, a existat un templu în Corintul antic în care zeițele Ananke și Bia (simbolizând violența sau precipitarea violentă) erau venerate împreună la același altar. Ananke care reprezintă Soarta sau Fatalitatea sau Forța este frecvent identificată sau asociată cu Afrodita, mai ales cu Afrodita Urania, care reprezintă Iubirea cerească, deoarece cele două sunt considerate două părți ale aceleiași puteri care dictează viața oamenilor. Corespondenta ei în mitologia romană este Necessitas („necesitatea”).

## Etimologie
„Ananke” este derivat din substantivul comun din greaca veche ἀνάγκη (ionic: ἀναγκαίη anankaiē), care înseamnă „forță, constrângere sau fatalitate”. Substantivul comun are o etimologie incertă. Homer se referă la ea ca fiind o necesitate, captată adesea în traducerea modernă (ἀναγκαίη πολεμίζειν, „este necesar să lupți”), sau o forță (ἐξ ἀνάγκης, „prin forță”). În literatura antică grecească cuvântul este folosit, de asemenea, cu sensul de „soartă” sau „destin” (ἀνάγκη δαιμόνων, „soartă stabilită de demoni sau de zei”) și, prin extensie, de „constrângere sau persecuție realizată de către un superior”. Ea apare adesea în poezii, cum este cazul unui poem al lui Simonides: „Nici chiar zeii nu luptă împotriva lui ananke”.
Termenul poate fi tradus (prin reducție) într-un sens filosofic mai modern ca „fatalitate”, „necesitate logică” sau „lege a naturii”.

## Ananke în mitologie
Ananke s-a născut din unirea Geei (Pământul) și a lui Hydros (Apă) cu Chronos (Timpul).
În mitologia orfică, ea este o ființă auto-formată care a apărut la începutul creației ca o formă necorporală și serpentină, ce a întins brațele pentru a cuprinde cosmosul. Ananke și Chronos sunt parteneri care se unesc împreună ca un șarpe ce înconjoară universul. Ei au spart împreună oul primordial al creației din care au apărut pământul, cerul și marea ce au format un univers ordonat.
Ananke era mama (sau o altă identitate) a Adrasteei, cea care distribuie recompense și pedepse.

## Ananke în gândirea filosofică

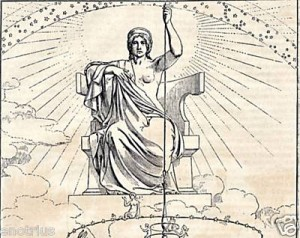
Ananke reprezentată într-o ilustrație modernă a Republicii lui Platon.

Cuvântul „Ananke” apare în romanul Notre-Dame de Paris de Victor Hugo, scris pe un zid al catedralei Notre-Dame de mâna lui Dom Claude Frollo. În Toute la Lyre, Hugo o menționează, de asemenea, pe Ananke ca un simbol al iubirii. Aici se află ceea ce Hugo a trebuit să scrie despre ea în 1866. 
Sigmund Freud în Civilizația și neajunsurile ei (W. W. Norton, New York, 1961, p. 104) a afirmat: „Nu putem fi decât mulțumiți, prin urmare, dacă putem afirma că evoluția civilizației este o modificare a experiențelor vitale sub influența unei sarcini care este stabilită de Eros și provocată de Ananke — de exigențele realității; și că această sarcină este cea de a uni persoane separate într-o comunitate bazată pe relații libidinale.”

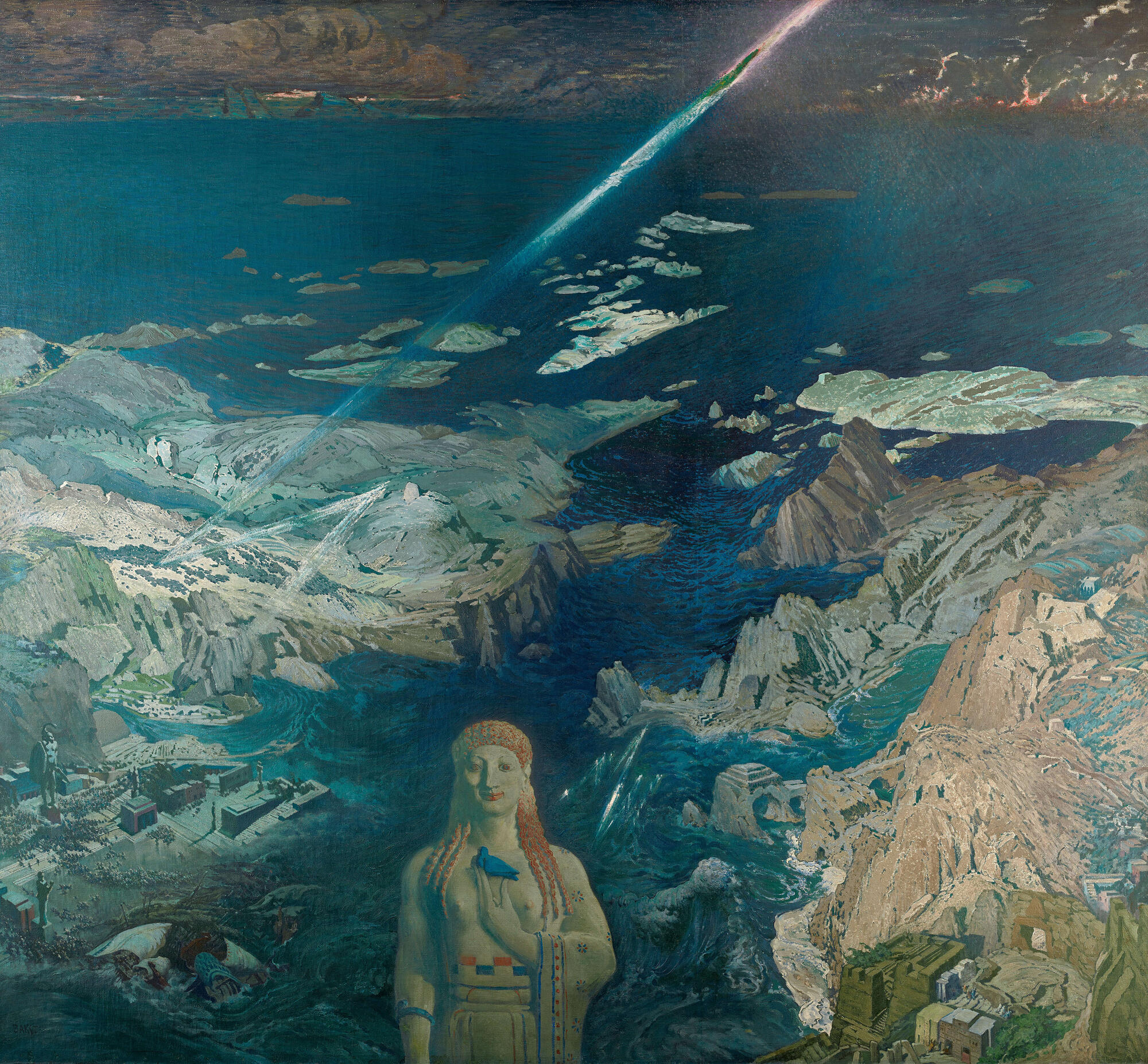
Terror Antiquus de Bakst (1908)

În „Teroarea antică”, un eseu pe care Robert Bird îl considera (deși „aparent un comentariu cu privire la pictura Terror Antiquus a lui Léon Bakst”) „o imagine foarte sintetică a evoluției religiei grecești către o credință originală într-o singură zeiță supremă”, Viaceslav Ivanov sugerează că anticii vedeau tot ce este uman și tot ce era venerat ca divin ca fiind relativ și trecător: „Numai Soarta (Eimarmene) sau fatalitatea universală (Ananke), inevitabila „Adrasteia”, figura fără chip și sunetul gol al Destinului necunoscut, era absolută”. În fața zeiței, care posedă atât forța indestructibilă dătătoare de viață și iubire, cât și dreptul absolut asupra sorții distrugătoare, la fel ca și Mnemosyne-Memoria și Geea-Pământul Mamă, îndrăzneala bărbătească este lipsită de putere și efemeră, astfel că ordinea bazată pe elementul masculin stabilită de către Zeus și ceilalți zei olimpieni este artificială.
În romanul VALIS al lui Philip K. Dick, Ananke este menționat ca „fatalitate oarbă sau noroc chior, potrivit unor experți... noroc chior: haos, cu alte cuvinte”.
Există trimitere la Ananke la începutul romanului The Infinites al lui John Banville. În explicarea modului în care zeii i-au modelat pe oameni astfel încât aceștia să poată procrea, naratorul (Hermes) spune că zeii au oferit oamenilor pofta trupească, „Eros și Ananke lucrând în deplin acord”. Norbert Wiener, în cartea sa Cybernetics: Or Control and Communication in the Animal and the Machine, o prezintă pe Ananke ca personificare a determinismului științific, în contrast cu Tyche care este personificarea nedeterminării din mecanica cuantică, în afirmația des citată: „Șansa teoreticianului mecanicii cuantice nu este libertatea etică a augustinienilor, iar Tyche este o amantă la fel de neobosită ca și Ananke.”

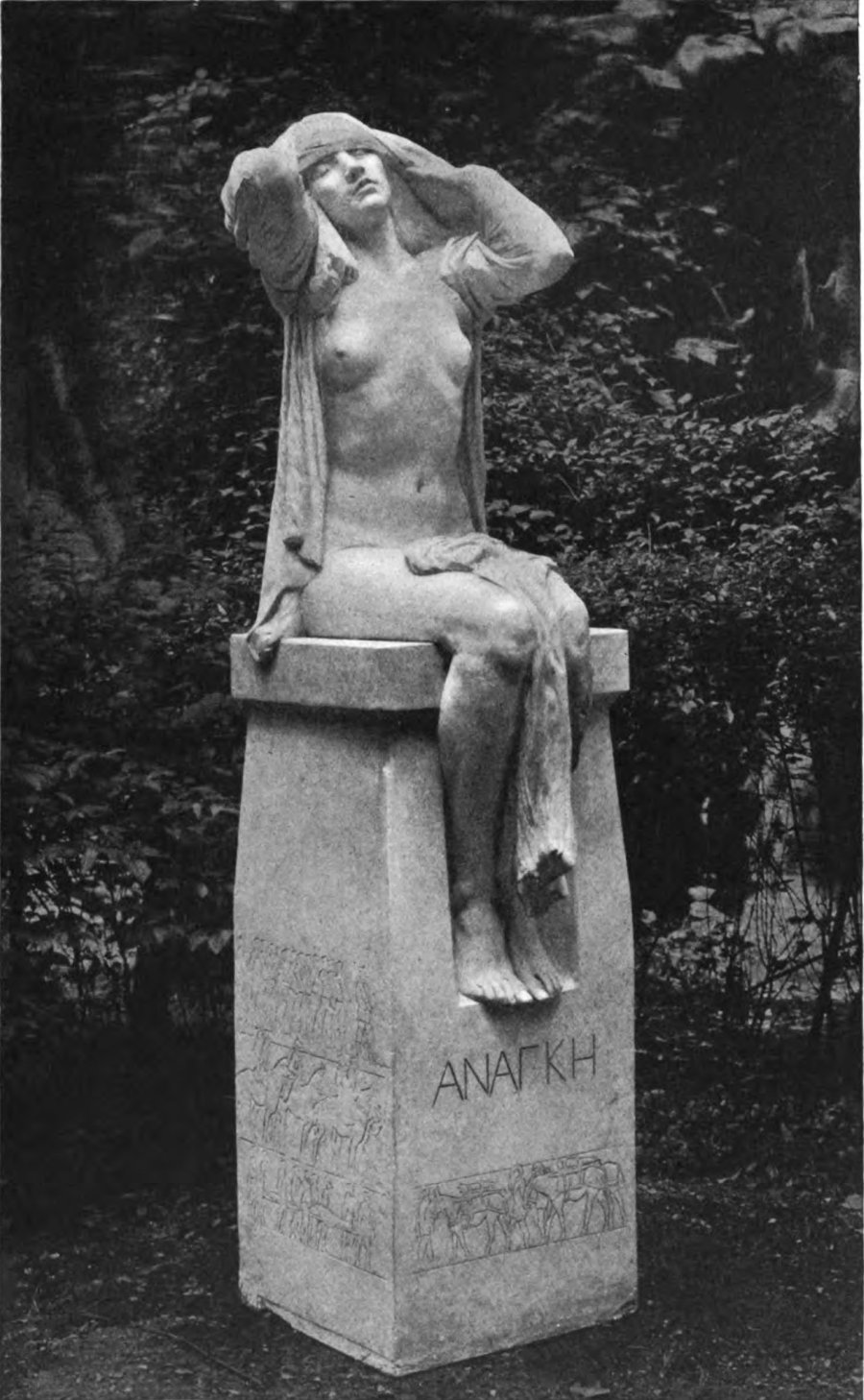
Ananke, sculptură de Gilbert Bayes.

## Ananke în cultura populară
În seria Ravirn a lui Kelly McCullough, Ananke este o figură proeminentă ce apare în toate cărțile ca personificare a Fatalității.
În seria de cărți de benzi desenate The Wicked + The Divine realizată de Kieron Gillen și Jamie McKelvie, Ananke este paznicul nemuritor al zeilor reîncarnați.
În romanul Omul viclean al lui Robertson Davies, Ananke devine un element pe care dr. Jonathan Hullah îl recunoaște ca având ultimul cuvânt asupra tuturor destinelor, inclusiv asupra a celui propriu.
Ea este, de asemenea, titlul unei povestiri science fiction a lui Stanisław Lem, ce face parte din seria Poveștile pilotului Pirx. Ananke, folosit cu sensul de forță și obsesie (tulburare de personalitate anancastică), este cheia pentru descâlcirea unui accident spațial dezastruos.